# Старая Хотча
Старая Хотча — деревня в Талдомском районе Московской области России. Входит в состав сельского поселения Квашёнковское. Население — 40 чел. (2010).

## География
Расположена в северной части района, примерно в 19 км к северо-востоку от центра города Талдома, на правом берегу впадающей в Угличское водохранилище на Волге реки Хотчи. Связана автобусным сообщением с районным центром. Ближайшие населённые пункты — деревни Кошелёво и Новая Хотча.

## Население
| 1859 | 1888 | 1926 | 2002 | 2006 | 2010 |
| ---- | ---- | ---- | ---- | ---- | ---- |
| 87   | ↗113 | ↗116 | ↘17  | ↗31  | ↗40  |

## История
На плане Генерального межевания 1787 года указано село Хотча на берегу реки Хотчи.
В «Списке населённых мест» 1862 года Никола-Хотча — владельческое село 2-го стана Калязинского уезда Тверской губернии между Дмитровским и Углицко-Московским трактами, в 39 верстах от уездного города, при реке Хотче, с 16 дворами, православной церковью и 87 жителями (43 мужчины, 44 женщины).
По данным 1888 года входила в состав Озерской волости Калязинского уезда, проживало 113 человек (52 мужчины, 61 женщина).
Постановлением президиума ВЦИК от 15 августа 1921 года Озерская волость была включена в состав Ленинского уезда Московской губернии.
По материалам Всесоюзной переписи населения 1926 года — село Кошелёвского сельского совета Озерской волости Ленинского уезда, проживало 116 жителей (43 мужчины, 73 женщины), насчитывалось 24 хозяйства, среди которых 20 крестьянских, имелась школа 1-й ступени.
С 1929 года — населённый пункт в составе Ленинского района Кимрского округа Московской области.
Постановлением ЦИК и СНК от 23 июля 1930 года округа́ как административно-территориальные единицы были ликвидированы. Постановлением Президиума ВЦИК от 27 декабря 1930 года городу Ленинску было возвращено историческое наименование Талдом, а район был переименован в Талдомский.
В 1954 году Кошелёвский сельсовет был упразднён, а его территория передана Игумновскому сельсовету.
1963—1965 годы — Старая Хотча в составе Дмитровского укрупнённого сельского района.
В 1973 году Игумновский сельсовет был упразднён, часть его территории, включая Старую Хотчу, была передана Озерскому сельсовету, административный центр которого вскоре был перенесён в деревню Кошелёво, а сельсовет стал вновь называться Кошелёвским.
В 1994 году Московской областной думой было утверждено положение о местном самоуправлении в Московской области, сельские советы как административно-территориальные единицы были преобразованы в сельские округа.
1994—2004 годы — деревня Кошелёвского сельского округа Талдомского района.
Постановлением Губернатора Московской области от 3 июня 2004 года № 106-ПГ Кошелёвский сельский округ был объединён с Ермолинским и Николо-Кропоткинским сельскими округами в единый Ермолинский сельский округ.
2004—2006 годы — деревня Ермолинского сельского округа Талдомского района.
2006—2009 годах — деревня сельского поселения Ермолинское.
В 2009 году деревня Старая Хотча вошла в состав сельского поселения Квашёнковское, образованного путём выделения из состава сельского поселения Ермолинское.

## Достопримечательности

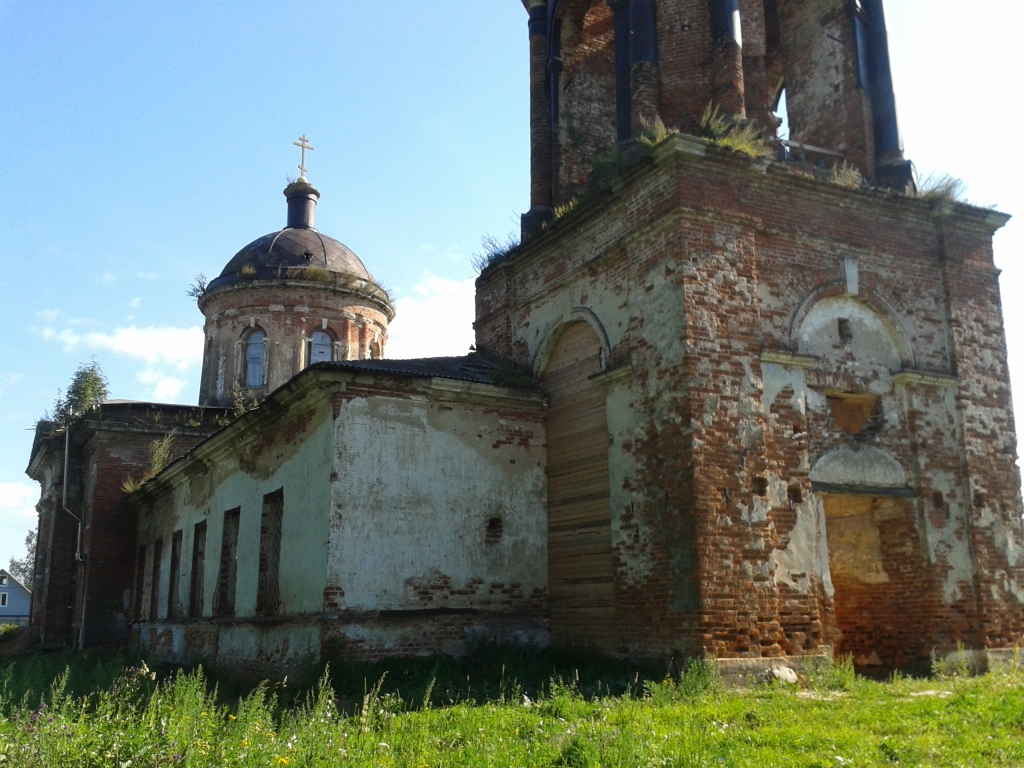
Церковь Воскресения Словущего. Вид трапезной со стороны колокольни

В 1828 году в деревне была построена большая кирпичная четырёхстолпная пятикупольная церковь Воскресения Словущего с боковыми портиками, трапезной и колокольней. Боковые приделы Казанский и Сергиево-Макариевский, в трапезной Никольский и Александро-Невский приделы. Не позже 30-х годов XX века была закрыта, в 1997 году возвращена верующим. Является памятником архитектуры.